# 戴泰
戴泰（15世紀—15世紀），字岳宗，湖廣襄陽府襄陽縣人，明朝政治人物。

## 生平
戴泰是成化四年（1468年）戊子科湖廣鄉試舉人，授西充教諭，調金壇教諭，清苦自持，布衣蔬食亦淡然自處，教人作文先以正心為本，人稱其學有淵源，因年老辭官，送別者皆為他流淚，去世後入祀金壇名宦祠。

## 引用
1. 1 2  同治《襄陽縣志·卷六·人物》：戴泰，字岳宗，成化戊子舉人，署西充教諭，再除金壇，清苦自守，不妄干謁，時稱其學有淵源，祀金壇名宦祠。 府志
2. ↑  光緒《金壇縣志·卷五·職官志》：戴泰 字岳宗，湖廣襄陽人，由舉人弘治中任，質任自然，布衣蔬食澹如也，教人作文先以正心為本，後學多稱之，以老乞歸，送者皆為流涕。